# Brian Vickery
Brian Campell Vickery (Sídney, 11 de setembre de 1918 - 17 d'octubre de 2009) va ser un químic, documentalista i gestor d'informació britànic d'origen australià. És un dels màxims teòrics del camp de la Informació i Documentació, especialment en Recuperació d'informació. És el pare de la perspectiva informativa de la Documentació.

## Biografia
Neix en Sídney, Austràlia, però es trasllada primer al Caire (Egipte) i en 1931 s'estableix en Canterbury (Regne Unit). En 1941 es llicencia en Química per la Universitat d'Oxford i treballa des de 1941 a 1945 en la Royal Ordnance Factory en Bridgwater com a químic durant la Segona Guerra Mundial. Durant el binomi 1945-1946 com a editor d'Industrial Chemist.
En 1946 comença a treballar com a bibliotecari especialitzat (futur documentalista) a Akers Research Laboratories, institució pertanyent a Imperial Chemical Industries, a Welwyn. Roman allí fins a 1960 que passa a integrar la plantilla de l'UK Nacional Lendign Library for Science and Tecnologhy a Boston Spa (Anglaterra), un centre de documentació. El 1964 pasa a la Universitat de Machester com a bibliotecari i el 1966 es converteix en el director de l'Aslib, l'associació de documentalistes britànics, fins al 1973. Durant aquest any, ingressa com a professor d'Informació i Documentació a l'Escola de Biblioteconomia del University College de Londres, institució de la qual va arribar a ser-ne el director. Des de 1983 és professor emèrit de la Universitat de Londres.

## Obra acadèmica
Brian Vickery va ser el primer documentalista teòric a proposar que la Documentació té una naturalesa informativa. Va estudiar les teories de Calvin Mooers i continuà la seva labor dins del camp de Recuperació de la informació, a la qual Vickery va denominar cerca documental. El 1960 va postular els principis bàsics de la Recuperació d'informació:
- 1.- Establir normes (internacionals) per utilitzar la informació de qualsevol país.
- 2.- Tenir sistemes d'anàlisis de la informació per a un accés ràpid. Es preocupa per la cerca documental.
- 3.- El tractament en l'emmagatzematge de la informació: descripció i indexació.

Brian Vickery va ser pioner en les tècniques modernes d'indexació per matèries. Va dilucidar que era necessària una ment oberta per unificar els principis d'indexació i de les classificacions bibliogràfiques; és a dir, comprendre els principis en l'anàlisi de les matèries que hem d'aplicar en la indexació abans d'utilitzar les diferents tècniques que existeixen.
Segons Vickery, la informació apareix com a cos de coneixement que pot adoptar dues formes:
- 1: Una publicació que cataliza tot document públic o confidencial.
- 2: Una forma personalitzada com puguin ser les notes personals. Aquesta forma pot ser transmesa a l'usuari de manera directa.

Els usuaris busquen aquesta informació a través d'intermediaris, que generalment són biblioteques o centres de documentació (als quals Vickery denomina estoc), que no guarden totes les publicacions però que les dona a conèixer a través de documents secundaris com a catàlegs, bibliografies, resums…
Brian Vickery considera que la cerca documental es limita a l'operació per la qual, els documents són escollits en l'estoc a petició de l'usuari. Es basa en l'estructura i la utilització dels mitjans de selecció de la informació continguda en un estoc per resoldre preguntes. Per Vickery, un estoc és un conjunt d'informació documentària i que pot ser: una biblioteca, un índex d'un llibre, un catàleg de biblioteca, un selector mecànic, un ordinador...
El 1987, Brian i Alina Vickery postulen el contingut de la recerca en ciència de la Informació:
- A.- Qüestions relacionades amb la comunicació de la informació en ciència i tecnologia; denominada informació de la ciència.
- B.- Ús de les tecnologies o tecnologia de la informació.
- C.- Estudi dels sistemes d'informació.
- D.- L'estudi científic de la transmissió d'informació en el mitjà social, o Ciència de la informació com a disciplina acadèmica.

Brian Vickery també va proposar el terme information scientist, traduït al català com a científic de la informació per als documentalistes que investiguessin en Informació i Documentació. Vickery ha estat dels primers investigadors a tractar les ontologies en el camp de la Documentació.

## Obres publicades
Brian Vickery ha publicat nombroses obres i articles en nombroses revistes. Entre elles destaquen:
- Recent Trends in Special Libraries, 1953
- Classification and Indexing in Science, eds. 1958, 1959, 1975
- Faceted Classification, 1960
- The National Lending Library for Science and Technology, 1960
- On Retrieval System Theory, eds. 1961, 1965
- Faceted Classification Schemes, 1966
- Techniques of Information Retrieval, 1970
- Computer Support for Parliamentary Information Service (with H.East), 1971
- Information Systems, 1973
- The Usi of Online Search in Teaching, 1978
- Information System Dynamics (with R.G.Heseltine), 1982
- Information Science in Theory and Practice (with A.Vickery), eds. 1987, 1992, 2004
- Intelligent Intermediary System: reference functional model, 1991
- Online Search Interface Design (with A.Vickery), 1993
- Scientific Communication in History, 2000
- A Long Search for Information, 2004